# Rejseplanen
Rejseplanen.dk er en søgemaskine for den offentlige transport i Danmark. Siden ejes af aktieselskabet Rejsekort & Rejseplan A/S.
Rejseplanen.dk blev lanceret den 1. oktober 1998 og er med over 30 millioner opslag hver måned (2018) Danmarks største offentlige internetservice.
Med Rejseplanen kan man planlægge rejser med alle offentlige tog og busser samt visse færger, baseret på data fra de enkelte trafikselskaber.

## Baggrund
Rejseplanen er baseret på systemet HAFAS fra den tyske ingeniørfirma HaCon.

## Kritik
Rejseplanen fik kritik, da den under VM i landevejscykling i København i 2011, instruerede bilister til at køre igennem afspærrede områder.

## Firmaet
Rejseplanen A/S blev grundlagt den 1. januar 2003, og ejer og administrerer i dag Rejseplanen.dk. Medejerne tæller trafikselskaberne:
- BAT (Bornholm)
- DSB
- FynBus
- Metroselskabet
- Midttrafik
- Movia
- Nordjyllands Trafikselskab
- Sydtrafik